# ستيفان تشابوسات
ستيفان تشابوسات مواليد 28 يونيو 1969 في لوزان، هو لاعب كرة قدم سويسري سابق كان يلعب كمهاجم. سبق له أن لعب في كأس العالم لكرة القدم مع منتخب بلاده. لعب خلال مسيرته 547 مباراة سجل خلالها 262 هدفاً.

## مرحلة الشباب

### أندية لعب لها
- نادي لوزان

## المسيرة الاحترافية

### أندية لعب لها
- نادي لوزان
- بوروسيا دورتموند
- نادي غراسهوبر زيوريخ
- نادي يانغ بويز

## روابط خارجية
- ستيفان تشابوسات على موقع الاتحاد الدولي (مؤرشف)  (الإنجليزية)
- ستيفان تشابوسات على موقع الاتحاد الأوربي (الإنجليزية)
- ستيفان تشابوسات على موقع قاعدة بيانات كرة القدم.إي يو (الإنجليزية)
- ستيفان تشابوسات على موقع بيانات كرة القدم. دي إي (الألمانية)
- ستيفان تشابوسات على موقع ناشيونال فوتبول تيمز (الإنجليزية)
- ستيفان تشابوسات على موقع عالم كرة القدم.نت (الإنجليزية)